# 황한수
황한수(1926년 10월 19일~2017년 7월 7일)는 대한민국의 정치인이다. 제5대 국회의원을 지냈다.

## 역대 선거 결과
|  | 19.82% |

|  | 23.57% |

|  | 18.18% |

|  | 15.02% |

|  | 2.66% |

|  | 10.74% |